# 納穆魯納
21°39′S 48°12′E / 21.650°S 48.200°E
納穆魯納，是馬達加斯加的城鎮，位於該國東部法土法韋-非圖韋那尼區，由馬南扎里區負責管轄，海拔高度8米，主要農作物有稻米、丁香和咖啡，2001年人口約25,000。